# 砖墙镇
砖墙镇，是中华人民共和国江苏省南京市高淳区下辖的一个乡镇级行政单位。

## 行政区划
砖墙镇下辖以下地区：
仙圩村、茅城村、永成村、三和村、桥湾村、北埂陈村、凤卞村、大涵村、港口村、四园村、夹沟村、木樨村、陡门村和水碧桥村。